# Centro Goiano
Centro Goiano is een van de vijf mesoregio's van de Braziliaanse deelstaat Goiás. Zij grenst aan de mesoregio's Norte Goiano in het noorden, Leste Goiano in het oosten, Sul Goiano in het zuidoosten en zuiden en Noroeste Goiano in het westen. De mesoregio heeft een oppervlakte van ca. 40.837 km². Midden 2004 werd het inwoneraantal geschat op 2.788.726.
Vijf microregio's behoren tot deze mesoregio:
- Anápolis
- Anicuns
- Ceres
- Goiânia
- Iporá

Mesoregio's: Centro Goiano · Leste Goiano · Noroeste Goiano · Norte Goiano · Sul Goiano

Microregio's: Anápolis · Anicuns · Aragarças · Catalão · Ceres · Chapada dos Veadeiros · Entorno de Brasília · Goiânia · Iporá · Meia Ponte · Pires do Rio · Porangatu · Quirinópolis · Rio Vermelho · São Miguel do Araguaia · Sudoeste de Goiás · Vale do Rio dos Bois · Vão do Paranã